# PFK Cserno More Varna
A Cserno More (bolgárul: Професионален Футболен Клуб Черно Море Варна, magyar átírásban: Profeszionalen Futbolen Klub Cserno More Varna) egy bolgár labdarúgócsapat, székhelye Várnában található, jelenleg a bolgár élvonalban szerepel.
A Fekete-tenger melletti város csapata eddig kétszer végzett a dobogó harmadik fokán (1953 és 2009), valamint kétszer jutott a bolgár kupa döntőjébe.

## Korábbi elnevezései
- 1945–1947: TB-45
- 1947: TBP
- 1948–1949: Botev
- 1949–1950: Botev pri VMSZ
- 1950–1955: VMSZ
- 1956–1957: SZKNA
- 1957–1959: ASZK Botev Varna

1959 ősze óta jelenlegi nevén szerepel.

## Eredményei

### Európaikupa-szereplés

#### Összesítve
| Kupa           | J  | Gy | D | V | Rg | Kg |
| -------------- | -- | -- | - | - | -- | -- |
| UEFA-kupa      | 6  | 3  | 2 | 1 | 15 | 5  |
| Intertotó-kupa | 4  | 2  | 0 | 2 | 7  | 2  |
| Összesítve     | 10 | 5  | 2 | 3 | 22 | 7  |

#### Szezonális bontásban
| Idény     | Kupa           | Forduló         | Klub                      | 1. mérk. | 2. mérk. | Össz. |
| --------- | -------------- | --------------- | ------------------------- | -------- | -------- | ----- |
| 2007      | Intertotó-kupa | 2. forduló      | Makedonija Gjorcse Petrov | 4–0      | 3–0*     | 7–0   |
| 2007      | Intertotó-kupa | 3. forduló      | Sampdoria                 | 0–1*     | 0–1      | 0–2   |
| 2008–2009 | UEFA-kupa      | 1. selejtezőkör | Sant Julià                | 4–0*     | 5–0      | 9–0   |
| 2008–2009 | UEFA-kupa      | 2. selejtezőkör | Makkabi Netánja           | 1–1      | 2–0*     | 3–1   |
| 2008–2009 | UEFA-kupa      | 1. forduló      | VfB Stuttgart             | 1–2*     | 2–2      | 3–4   |

Megj.:
- *: hazai pályán
- Össz.: Összesítésben

## Játékosok

### A csapatban legtöbbször szerepelt játékosok
| #  | Név               | Időszak   | Mérk. |
| -- | ----------------- | --------- | ----- |
| 1. | Todor Marev       | 1971–1990 | 422   |
| 2. | Sztefan Bogomilov | 1962–1977 | 353   |
| 3. | Dimitar Bosznov   | 1955–1970 | 343   |
| 4. | Zdravko Mitev     | 1965–1976 | 269   |
| 5. | Todor Atanaszov   | ?–?       | 258   |

|

### A csapatban legtöbb gólt szerző játékosok
| #  | Név               | Időszak   | Mérk. |
| -- | ----------------- | --------- | ----- |
| 1. | Sztefan Bogomilov | 1962–1977 | 162   |
| 2. | Nikola Dimitrov   | ?–?       | 63    |
| 3. | Rafi Rafiev       | ?–?       | 62    |
| 4. | Zdravko Mitev     | 1965–1975 | 61    |
| 5. | Damjan Georgiev   | 1969–1978 | 56    |

|}

## Vezetőedzők
| - Ivan Mokanov (1948–1960) - Manol Manolov (1962–1963) - Ivan Mokanov (1964–1968) - Georgi Dimitrov (1968–1972) - Szpasz Kirov (1972–1974) - Sztojan Ormandzsiev (1974–1975) - Georgi Dimitrov (1975–1976) - Kiril Rakarov (1976–1977) - Ivan Vaszilev (1977–1979) - Ivan Mokanov (1979–1980) - Ivan Vaszilev (1980–1981) - Szpasz Kirov (1981–1983) - Todor Velikov (1983–1985) - Bozsil Kolev (1985–1989) - Todor Velikov (1989–1990) - Kevork Tahmiszjan (1990–1991) - Todor Velikov (1991–1992) | - Bozsil Kolev (1992–1994) - Vacsko Marinov (1994–1995) - Nikola Szpaszov (1995–1996) - Aszen Mulisev (1996) - Damjan Georgiev (1996) - Conyo Vaszilev (1997) - Todor Marev (1997) - Ljudmil Goranov (1997) - Rudi Minkovszki (1997–1998) - Szvetozar Szvetozarov (1998–1999) - Radi Zdravkov (1999–2000) - Bozsil Kolev (2000–2001) - Alekszandar Sztankov (2001–2002) - Veliszlav Vucov (2002–2004) - Ilian Iliev (2004–2006) - Jaszen Petrov (2006–2007) - Nikola Szpaszov (2007–) |

## Külső hivatkozások
- A Cserno More hivatalos honlapja
- A Cserno More adatlapja az uefa.com-on (angolul)